# Bruno Mingeon
Bruno Mingeon (* 8. September 1967 in Bourg-Saint-Maurice, Département Savoie) ist ein ehemaliger französischer Bobpilot, der als Nationaltrainer von Monaco und Frankreich tätig ist. Als Fahrer im Viererbob gewann er bei den Olympischen Winterspielen 1998 die Bronzemedaille und wurde 1999 Weltmeister und 2000 Europameister.

## Leben
Bruno Mingeon stammt aus einer Familie mit Boberfahrung. Sein Vater Albert Mingeon war ebenfalls Bobfahrer und wurde französischer Meister in den 1960er Jahren. Auch Mingeons Großvater konnte im Bobsport in Frankreich einige Titel gewinnen. Mingeon hat einen Sohn, Maxime Mingeon, welcher als Fahrer im Skeleton aktiv ist.

## Karriere als Fahrer
1998 gewann Bruno Mingeon bei den Olympischen Winterspielen in Nagano gemeinsam mit Emmanuel Hostache, Éric Le Chanony und Max Robert die Bronzemedaille im Viererbob gewinnen. Mit dem gleichen Team gewann er ein Jahr später bei den Weltmeisterschaften in Cortina d’Ampezzo Gold im Viererbob und mit Hostache Bronze im Zweierbob. Mit Christophe Fouquet statt Éric Le Chanony folgt außerdem ein erster Platz im Viererbob bei den Europameisterschaften 2000 und ein zweiter Platz im Viererbob bei den Europameisterschaften 2002, ebenfalls in Cortina d’Ampezzo. Auf nationaler Ebene konnte er zwischen 1997 und 2006 sieben französische Meistertitel im Viererbob und sechs Titel im Zweierbob erringen. 2006 beendete er seine Karriere als Bobpilot.
Bei seinen letzten Olympischen Winterspielen 2006 in Turin war er gemeinsam mit der Skirennläuferin Carole Montillet-Carles Fahnenträger von Frankreich.

## Karriere als Trainer
Durch die Freundschaft mit Albert II., dem regierenden Fürst von Monaco und ebenfalls ein ehemaliger Bobfahrer, kam er zu seiner Anstellung als Nationaltrainer der Bobmannschaft. Bei den Olympischen Winterspielen 2022 in Peking führte Mingeon den Zweierbob aus Monaco als Cheftrainer auf den sechsten Platz, die bis dato höchste Platzierung der Monegassen in diesem Wettbewerb. Parallel trainierte er auch die französische Bobsportlerin Margot Boch sowie das französische Bob-Nationalteam.

## Resultate

### Olympische Spiele
- 1992: 18. im Viererbob
- 1994: 16. im Viererbob
- 1998:  im Viererbob
- 2002: 5. im Viererbob und 13. im Zweierbob
- 2006: 19. im Viererbob und 21. im Zweierbob

### Weltmeisterschaft
- 1999: 1. im Viererbob und 3. Zweierbob
- 2005: 12. im Viererbob und 24. im Viererbob

### Europameisterschaft
- 2000: 1. im Viererbob und 5. im Zweierbob
- 2002: 2. im Viererbob und 13. im Zweierbob

### Weltcup
| Datum         | Bahn          | Rang |
| ------------- | ------------- | ---- |
| 28. Nov. 2004 | Winterberg    | 10   |
| 5. Dez. 2004  | Altenberg     | 9    |
| 12. Dez. 2004 | Nagano        | 9    |
| 19. Dez. 2004 | Cortina       | 7    |
| 23. Jan. 2005 | Cesana Pariol | 16   |
| 30. Jan. 2005 | St. Moritz    | 14   |
| 13. Feb. 2005 | Lake Placid   | 6    |
| 12. Nov. 2005 | Calgary       | 11   |
| 20. Nov. 2005 | Lake Placid   | 13   |
| 11. Dez. 2005 | Nagano        | 11   |
| 18. Dez. 2005 | Cortina       | 18   |
| 15. Jan. 2006 | Königssee     | 21   |
| 22. Jan. 2006 | St. Moritz    | 19   |

| Datum         | Bahn          | Rang |
| ------------- | ------------- | ---- |
| 27. Nov. 2004 | Winterberg    | 23   |
| 4. Dez. 2004  | Altenberg     | 16   |
| 11. Dez. 2004 | Nagano        | 23   |
| 18. Dez. 2004 | Cortina       | 16   |
| 22. Jan. 2005 | Cesana Pariol | 21   |
| 29. Jan. 2005 | St. Moritz    | 8    |
| 12. Feb. 2005 | Lake Placid   | 17   |
| 11. Nov. 2005 | Calgary       | 19   |
| 19. Nov. 2005 | Lake Placid   | 18   |
| 10. Dez. 2005 | Nagano        | 24   |
| 17. Dez. 2005 | Cortina       | 17   |
| 14. Jan. 2006 | Königssee     | 25   |
| 21. Jan. 2006 | St. Moritz    | 19   |